# 90. Panzergrenadier-Division
La 90. Panzergrenadier-Division ou « 90e Panzergrenadier-Division » (littéralement en français : la « 90e division blindée de grenadiers ») était une division d'infanterie mécanisée (en allemand : Panzergrenadier-Division) de l'Armée de terre allemande (la Heer), au sein de la Wehrmacht, pendant la Seconde Guerre mondiale.
Elle a combattu, sous diverses appellations successives, en Afrique au sein de l'Afrika Korps puis en Italie.

## Création et différentes dénominations
- En avril 1941 la Afrika Division z.b.V. est créée à partir d'unités diverses ayant déjà combattu en Afrique.
- En octobre 1941 la Afrika Division z.b.V. devient la 90. Leichte Division.
- En mars 1942, 90. Leichte Division est réorganisée et devient la  90. Leichte Afrika Division.
- Le 12 mai 1943, la  90. Leichte Afrika Division capitule à la bataille d'Enfidaville en Tunisie et est dissoute.
- En juillet 1943 une nouvelle unité est reconstituée; elle hérite du numéro de la 90. Leichte Afrika Division qui vient de disparaître en Tunisie et devient la 90. Panzergrenadier Division.
- En octobre 1943, l’unité est réorganisée sur la base de la Panzergrenadier Division 43 mais reste avec son appellation (90. Panzergrenadier Division). Elle capitule en Italie en avril 1945 à la Force expéditionnaire brésilienne.

| Désignation                     | Début         | Fin           |
| ------------------------------- | ------------- | ------------- |
| Afrika Division z.b.V.          | Août 1941     | Novembre 1941 |
| 90. leichte Infanterie-Division | Novembre 1941 | Mars 1942     |
| 90. leichte Afrika-Division     | Mars 1942     | Mai 1943      |
| Division "Sardinien"            | 12 mai 1943   | 6 juin 1943   |
| 90. Panzergrenadier-Division    | Juin 1943     | Novembre 1943 |
| 90. Grenadier-Division (mot.)   | Novembre 1943 | Mai 1945      |

## Organisation

### Commandants successifs
| Date                                  | Grade                    | Commandant                   |
| ------------------------------------- | ------------------------ | ---------------------------- |
| Afrika                                |                          |                              |
| 1er septembre 1941 - 10 décembre 1941 | Generalmajor             | Max Sümmermann               |
| 10 décembre 1941 - 27 décembre 1941   | Oberst                   | Johann Mickl                 |
| 27 décembre 1941 - 28 avril 1942      | Generalmajor             | Richard Veith                |
| 28 avril 1942 - 14 juin 1942          | Generalmajor             | Ulrich Kleemann              |
| 14 juin 1942 - 18 juin 1942           | Oberst                   | Werner Marcks                |
| 18 juin 1942 - 19 juin 1942           | Oberst                   | Erwin Menny                  |
| 19 juin 1942 - 21 juin 1942           | Oberst                   | Werner Marcks                |
| 21 juin 1942 - 8 septembre 1942       | Generalmajor             | Ulrich Kleemann              |
| 8 septembre 1942 - 17 septembre 1942  | Gerneralmajor            | Hermann-Bernhard Ramcke      |
| 17 septembre 1942 - 22 septembre 1942 | Oberst                   | Hermann Schulte-Hethaus      |
| 22 septembre 1942 - 12 mai 1943       | Generalleutnant          | Theodor Graf von Sponek      |
| 90e Panzergrenadier Division          |                          |                              |
| 21 mai 1943 - 10 décembre 1943        | Generalleutnant          | Carl-Hans Lungershausen (it) |
| 10 décembre 1943 - 9 décembre 1944    | Generalleutnant          | Ernst-Günther Baade          |
| 9 décembre 1944 - 1er avril 1945      | General der Panzertruppe | Gerhard von Schwerin         |
| 1er avril 1945 - 28 avril 1945        | Generalmajor             | Heinrich Baron von Behr      |

## Ordre de bataille
| 90. leichte Afrika-Division 1941                  | 90. Afrika-Division 1942                                                                     | 90. Panzergrenadier-Division 1943                                                            |
| ------------------------------------------------- | -------------------------------------------------------------------------------------------- | -------------------------------------------------------------------------------------------- |
|                                                   | - Panzer-Abteilung 190                                                                       | - Panzer-Abteilung 190                                                                       |
| - Schützen-Regiment 155 - Infanterie-Regiment 361 | - Panzergrenadier-Regiment 155 - Panzergrenadier-Regiment 200 - Panzergrenadier-Regiment 361 | - Panzergrenadier-Regiment 155 - Panzergrenadier-Regiment 200 - Panzergrenadier-Regiment 361 |
| - Artillerie-Abteilung 361                        | - Artillerie-Regiment 190                                                                    | - Artillerie-Regiment 190                                                                    |
|                                                   | - Panzerjäger-Abteilung 190                                                                  | - Panzerjäger-Kompanie 1./190                                                                |
|                                                   |                                                                                              | - Sturmgeschütz-Abteilung 242                                                                |
| - gemischte Aufklärungs-Kompanie 580              | - Panzeraufklärungs-Abteilung 90                                                             |                                                                                              |
| - Pionier-Bataillon 900                           | - Pionier-Bataillon 900                                                                      |                                                                                              |
| - Nachrichten-Kompanie 190                        | - Panzer-Nachrichten-Abteilung 190                                                           |                                                                                              |
|                                                   | - Divisions-Nachschubführer 190                                                              | - Divisionseinheiten 190                                                                     |

Composition de la 90. Panzergrenadier Division en juillet 1943
- Panzer Grenadier Regiment 155
- Panzer Grenadier Regiment 200
- Panzer Grenadier Regiment 361
- Panzerjäger Kompanie 1/190 (Compagnie de chasseurs de chars)
- Artillerie Regiment 33

Composition de la 90. Panzergrenadier Division en octobre 1943
- Grenadier Regiment motorisé 200
- Grenadier Regiment motorisé 361
- Panzer Aufklärungs Abteilung 190 (Groupe de reconnaissance)
- Panzer Abteilung 190 (Bataillon de chars)
- Panzerjäger Abteilung 190 (Groupe de chasseurs de chars)
- Artillerie Regiment 190

## Histoire de la90ePanzergrenadier Division au combat
- 1941 : la 90. Leichte Division combat lors de l'Opération Crusader[1]
- 1942 : la  90. Leichte Afrika Division est engagée à Bir Hakeim, et aux Première et Seconde bataille d'El Alamein.
- 1942 - 1943 : la  90. Leichte Afrika Division participe à la Campagne de Tunisie : Bataille d'El Guettar, Bataille d'Enfidaville où elle capitule le 12 mai 1943
- En juillet 1943 une nouvelle unité est reconstituée en Sardaigne et devient la 90. Panzergrenadier Division. Transféré en Corse en septembre 1943, combat les Italiens, les maquisards et les troupes françaises lors de la libération de la Corse jusqu'au 3 octobre 1943.
- Décembre 1943 : Campagne de la rivière Moro
- Début 1944 : la 90. Panzergrenadier Division se bat à Cassino, Rome et Florence.
- Octobre 1944 : sous les ordres du Généralleutnant Gerhard von Schwerin elle est dans le secteur de Rimini avec le 76e Panzerkorps de la 10e armée.
- 1945 : elle se bat à Bologne, puis sur le Pô et enfin près du lac de Garde au moment de la capitulation allemande du 8 mai 1945.

## le 361 “Legionär” Regiment
Le 361 “Legionär” Regiment ou officiellement dénommé le 361. Verst.Afrika-Regiment, est une unité composée de volontaires marocains et tunisiens.
Elle fut employée au même titre que les autres régiment d'infanterie de la division et ces soldats ont su s'illustrer au combat.
Le vétéran Ernst Schilling, qui a produit une étude sur la 90. Leichte-Afrika-Division écrit : 
«La plupart des légionnaires étaient des anciens ayant servi au Maroc et en Tunisie. Ils connaissaient donc le pays et ses habitants et étaient à l’aise dans le théâtre de guerre africain. Ils ont trouvé leur chemin dans la “Plète”, (c’est comme cela qu’ils appelaient le désert), et parlaient pour la plupart la langue bédouine.
Un groupe de soldats du 361, dirigé par un légionnaire qui avait de bons états de service et fut promu sous-officier, a réalisé une performance presque incroyable pendant la retraite allemande. Avant l'évacuation de Benghazi le 19 novembre 1942, un commando de 6 légionnaires d’un groupe de Génie de combat, qui avait la tâche de réaliser les dernières explosions dans le port, puis de s’exfiltrer avec un “Sybel-Fähre'' (une sorte de flotteur motorisé), et de rejoindre les troupes à Agedabia, fut considérés comme disparus.
Le 6 mars, des Arabes, qui essayaient de se frayer un chemin en terrain miné, dans une des zones d’avant-postes du II./361 sur la ligne de front de Mareth, ont été arrêtés. Il s'agissait de légionnaires déguisés en Bédouins, à savoir le groupe porté disparu depuis Benghazi ! Après interrogatoire, il s’est avéré qu’ils n'étaient pas allés très loin avec leur flotteur, et ont dû débarquer derrière le front à Agedabia pour une raison quelconque. Ils ont réussi à détourner un véhicule de ravitaillement anglais, avec lequel ils se sont frayé un chemin jusqu'à ce qu'ils rencontrent une tribu bédouine dans le sud. Les Arabes libyens étaient très amicaux avec les troupes allemandes. Ils ont été ballottés de tribu en tribu par les nomades, se déplaçant de pâturage en pâturage le tout à pied et quelquefois à dos de chameaux. Ils ont parcouru environ 1500 km - avec de longues boucles vers le sud, certainement même 2000 km - en près de 4 mois !
Cet épisode est un exemple du désir de liberté des légionnaires.
Bien sûr, il y avait des exceptions. Mais il était relativement rare qu'un légionnaire ne profite pas des occasions fréquentes pour combattre !
Il a été étonnant de voir comment à maintes reprises, dans des situations difficiles, après des jours, les hommes ont retrouvé le chemin du “Großen Haufen” que l'on croyait depuis longtemps inaccessible.
Pendant la reddition, également, certains légionnaires, y compris des officiers, ont tenté d'échapper à la captivité, et certains hommes auraient réussi à se cacher avec les Arabes.»